# 森電三

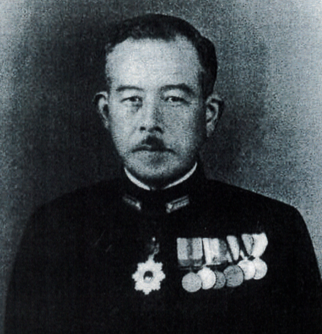
海軍少将・森電三提督

森 電三（もり でんぞう、1881年（明治14年）3月15日 - 1945年 （昭和20年）4月1日）は、日本の海軍軍人。最終階級は海軍少将。阿波丸事件により死亡した。旧姓：黒野・中島。

## 経歴
元旗本で東京外国語学校ロシア語科第一期生の・黒野義文の二男に生まれる。黒野家は徳川家に仕え右筆などを務めて、麹町谷町に大きな屋敷をかまえていた。
父・黒野義文は縁戚の榎本武揚とともに北海道にいた頃、ロシア人との交渉を担当し、その後創立されたばかりの東京外国語学校でレフ・メーチニコフよりロシア語を教わり、東京外国語学校で教鞭をとる。教え子には二葉亭四迷がいた。1886年（明治19年）、5歳の時に父・義文がロシアに渡った後、黒野家の御用人として親密にあった森家を継ぐ。
1895年（明治28年）、黒野家と旧幕臣同士で親しかった山内作左衛門の庇護下に海軍兵学校へ進み、第28期の9番で卒業。数学を得意とした緻密な頭脳の持ち主で、海軍大学校では第8期の首席となり、明治天皇から恩賜の銀時計をいただいた。海軍兵学校卒業後、ロシアから1902年に帰国した広瀬武夫中佐の格別の知遇を得た。広瀬はロシア駐在中にペテルブルク大学で日本語を教えていた黒野義文から頼まれ、電三の相談にのり世話をしており、電三も広瀬を深く尊敬していた。1905年（明治38年）に大尉となり、日本海軍最初の水雷母艦「豊橋」の分隊長となる。
1906年（明治39年）に川崎造船所で建造された日本が初めて持った第六潜水艇の艇長となる。副長を務めたのは佐久間勉だった。海軍大学校を卒業して少佐に昇進、軍令部参謀となった。1912年（明治45年）の明治天皇大葬の時は、 アメリカの徳派使節であるフィランダー・ノックス国務長官を乗せた装甲巡洋艦メリーランド艦長エリコット大佐の海軍接伴員を命ぜざれた。のちにエリコット大佐は米国海軍軍人同窓会報（1936年9月号）に森の人柄や思い出を寄稿している。
1913年（大正2年）に内戦状態だったメキシコにいる約二千人の在留邦人の生命や財産の保護のためメキシコに派遣される。大使館より安達公使一行が乗った汽車が立ち往生したと連絡があったため、電三が率いる特別派遣団が救助に向かう。途中で列車が立ち往生したため、電三は列車を降り騎馬で進み公使一行を救助した。
1914年（大正3年）に帰国し軍令部参謀に復帰すると、日本馬術クラブで乗馬に熱中し、明治神宮の乗馬大会大障害レースで二度優勝し、メキシコでの騎馬の活躍もあり海軍騎兵将校のニックネームをたてまつられ、騎兵出身のドイツ駐日大使のオットー少将と親交を深めた。
1915年（大正4年）には在アメリカ合衆国日本国大使館付海軍武官となりワシントンD.C.勤務、その間にペンシルヴァニア大学法学部で国際法を学んだ。
1919年（大正8年）から約2年、海軍大学校で教鞭を取り作戦や海軍史を講義する。ちなみに電三の生家である黒野家は武田氏の家臣、徳川家旗本の時代を通じて兵学一家として知られていた。
1922年（大正11年）木曾の艦長に就任、台湾海峡でゲオルギー・スタルク提督率いるバイカル号などのロシア船団が遭難した時に、飯田久恒司令官と連携しロシア人を救助した。
1923年（大正13年）横須賀鎮守府に転勤、海軍少将に進んだ。退官後、東京帝国大学法学部の聴講生として3年間学び、徳川慶喜の孫・ 徳川慶光公爵が東京帝国大学文学部に入学するまで教育補導役を約10年務め、日本生命保険でも2年半活躍した。
佐藤尚武がモスクワ大使館にいる時に、父・黒野義文のお墓があるはずだから調べてほしいと依頼をした。他の大使館員は黒野の話を聞いてもピンとこなかったが、佐藤はペテルブルグ時代のことを思い出し、ソ連の外務省に頼んで調べてもらい発見した。独ソ戦の最中で日本人はそこに立ち入ることは許されなかったが、森は大変喜び、丁重な御礼状を送った。
1943年（昭和18年）、退役していた電三は海軍大学校の教え子の要請を受け海軍の嘱託としてシンガポールに赴任した。1945年（昭和20年）4月1日、日本に引き揚げるためシンガポールから阿波丸に乗船した。阿波丸は米国の要請で南方地域の米国の捕虜と民間人に救援物資を配るため長崎を出発して帰る途中で、帰路の安全についてはスイス政府を通じて日米両国間で取り決められていたため、安全な帰国を望む婦人、子どもなど非戦闘員も多く乗っていた。しかし、阿波丸は電三が22年前にロシアのスタルク船団を救助した台湾海峡でチャールズ・E・ラフリン中佐が指揮するアメリカの潜水艦クイーンフィッシュの放った四発の魚雷を受け沈没し（阿波丸事件）、その生涯を閉じた。

## 寄稿
- 海軍有終会編『有終』(3月號)(54),「拉丁亞米利加近狀 / 森電三/p18～23」,海軍有終会,1918-03. 国立国会図書館デジタルコレクション
- アルフイド・バルク著,山内明訳 『東洋平和の鍵 : シンガポール大根拠地』,「日英對抗と新嘉坡根據地　海軍少將　森電三」,日本探検協会,昭13. 国立国会図書館デジタルコレクション
- 『シンガポールと大南方策戦』,興亜書局,昭和17. 国立国会図書館デジタルコレクション
- 『海之世界』11(12),日本海員掖済会,1917-12.「海外發展の要諦 / 森電三/p19～22」, 国立国会図書館デジタルコレクション
- 海軍有終会編『有終』(12月號)(51),「拉丁亞米利加近狀 / 森電三/p9～12」,海軍有終会,1917-12. 国立国会図書館デジタルコレクション
- 鈴木準一 著『長篠戦記』序文,東郷東尋常高等小学校,昭12. 国立国会図書館デジタルコレクション

## 栄典
位階
- 1902年（明治35年）4月11日 - 正八位[14]
- 1903年（明治36年）12月19日 - 従七位[15]
- 1905年（明治38年）2月14日 - 正七位[16]
- 1910年（明治43年）3月22日 - 従六位[17]

勲章等
- 1906年（明治39年）4月1日 - 勲五等双光旭日章・明治三十七八年従軍記章[18]
- 1915年（大正4年）11月7日 - 旭日小綬章・大正三四年従軍記章[19]
- 1920年（大正9年）11月1日 - 旭日中綬章・大正三年乃至九年戦役従軍記章[20]

## 家族
- 高祖父：黒野義方（旗本、鳥見役）、山鹿流兵学師範、字・子敬、号・正斎、通称・源太夫、著作『孫子講解』[21]。岳父は番医師・坂本養貞資秀（篠山資門三男・母は松平豊前守勝義の娘[22][23]）、外孫・窪田清音[21]
- 曽祖父：黒野源太左衛門保土（書物奉行）[24]
- 祖父：黒野郁三郎[24]
- 父：黒野義文
- 妻：玉枝　山内作左衛門（山内堤雲の兄）の孫で、佐藤泰然の曾孫
- 長女：富貴子は山内恭彦（東京大学理学部教授）の妻
- 長男：光雄
- 二男：良雄（順天堂病院外科医）
- 三男：清（九州大学・吉町義雄教授門下）は黒野家を継ぐ
- 四男：明（陸軍主計中尉）は山内家を継ぐ[25]
- 二女：ひさ
- 三女：治子

本人の寄稿に、黒野家は逸見清光の長男・逸見光長の直系で、天正10年（1582年）武田家没落の後、玄源太清光の「玄（くろ）」と黒野城に因んで「黒野」と改名、当主・美濃太郎黒源太義景は甲州逸見に隠退し、長子・義鐵は徳川家康に従い各地で勇戦、子孫は幕臣として江戸に在勤、明治維新に至ったと記している。逸見清光の末裔である黒野家は代々の兵学一家として名声があった。